# Linia 55 de tramvai din București
Tramvaiul 55 din București este o linie care leagă cartierul Pantelimon de zona centrală din București. Aceasta circulă pe traseul Pantelimon- Șoseaua Pantelimon- Bd. Pache Protopopescu- Strada Traian- Calea Călărașilor- Bd. Corneliu Coposu- Piața Sfânta Vineri.